# World Curling Tour 2015/2016
Cykl rozgrywek Asham World Curling Tour 2015/2016 rozpoczął się 21 sierpnia 2015 nowym turniejem w Uiseong, zakończył zaś po 37 tygodniach wielkoszlemowym turniejem Champions Cup.
Kobiety rywalizowały w 61 turniejach, mężczyźni w 70. Kolejny raz nastąpiły zmiany w cyklu Wielkiego Szlema. Z cyklu usunięto dwa kobiece turnieje: Autumn Gold Curling Classic oraz Colonial Square Ladies Classic. Rozegrane zostaną jednak dwa nowe turnieje dla kobiet i mężczyzn: GSOC Tour Challenge i Champions Cup, ponadto panie pierwszy raz zagrają w The National. Łącznie 7 kobiecych i 7 męskich turniejów wielkoszlemowych, we wszystkich obowiązuje zasada five-rock rule. W turnieju Elite 10 rywalizowały ze sobą kobiety i mężczyźni. Po raz pierwszy zorganizowano również turniej par mieszanych.

## Kobiety
|    | Zawody                                                                      | Zwycięzca             | Finalista              | Liczba drużyn | Pula nagród       | Nagroda zwycięzcy |
| -- | --------------------------------------------------------------------------- | --------------------- | ---------------------- | ------------- | ----------------- | ----------------- |
| 1  | Uiseong International Curling Tour Uiseong, 21–23 sierpnia 2015             | Kim Eun-jung          | Touri Koana            | 6             | 3 500 000 (KRW)   | 2 000 000 (KRW)   |
| 3  | StuSells Oakville Tankard Oakville, 3-7 września 2015                       | Rachel Homan          | Alina Pätz             | 25            | 30 400 (CAD)      | 9 000 (CAD)       |
| 4  | GSOC Tour Challenge Tier 1 Paradise, 8–13 września 2015                     | Silvana Tirinzoni     | Rachel Homan           | 15            | 100 000 (CAD)     | 23 000 (CAD)      |
| 4  | GSOC Tour Challenge Tier 2 Paradise, 8–13 września 2015                     | Kerri Einarson        | Chantelle Eberle       | 15            | 50 000 (CAD)      | 9 200 (CAD)       |
| 4  | Oakville OCT Fall Classic Oakville, 10–13 września 2015                     | Jacqueline Harrison   | Mallory Kean           | 20            | 12 000 (CAD)      | 3 200 (CAD)       |
| 5  | HDF Insurance Shoot-Out Edmonton, 17–20 września 2015                       | Valerie Sweeting      | Stefanie Lawton        | 24            | 27 000 (CAD)      | 6 000 (CAD)       |
| 5  | AMJ Campbell Shorty Jenkins Classic Cornwall, 17–20 września 2015           | Kim Eun-jung          | Allison Flaxey         | 12            | 18 000 (CAD)      | 6 500 (CAD)       |
| 5  | Cloverdale Cash Spiel Surrey, 18–20 września 2015                           | Diane Gushulak        | Patti Knezevic         | 15            | 8 200 (CAD)       | (CAD)             |
| 6  | Morioka Ice Rink Memorial Cup Morioka, 21–23 września 2015                  | Mizuki Kitaguchi      | Touri Koana            | 4             | (JPY)             | (JPY)             |
| 6  | Stockholm Ladies Cup Danderyd, 25–27 września 2015                          | Rachel Homan          | Eve Muirhead           | 20            | 270 000 (SEK)     | 15 754 (CAD)      |
| 6  | KW Fall Classic Kitchener-Waterloo, 24–27 września 2015                     | Allison Flaxey        | Erika Brown            | 30            | 11 900 (CAD)      | 3 200 (CAD)       |
| 6  | Mother Club Fall Curling Classic Winnipeg, 24–27 września 2015              | Michelle Montford     | Beth Peterson          | 18            | 10 000 (CAD)      | 2 500 (CAD)       |
| 6  | Appleton Rum Cashspiel Saskatoon, 25–28 września 2015                       | Theresa Breen         | Shannon Tatlock        | 16            | 6 400 (CAD)       | (CAD)             |
| 7  | Prestige Hotels & Resorts Curling Classic Vernon, 1-4 października 2015     | Stefanie Lawton       | Chelsea Carey          | 28            | 39 000 (CAD)      | 8 400 (CAD)       |
| 7  | Avonair Cash Spiel Edmonton, 2-4 października 2015                          | Jie Mei               | Rina Ida               | 18            | 9 300 (CAD)       | 2 500 (CAD)       |
| 7  | Saskatoon Nutana SCT Classic Saskatoon, 2-4 października 2015               | Patty Hersikorn       | Penny Barker           | 16            | 8 300 (CAD)       | 2 100 (CAD)       |
| 7  | Sobeys Classic New Glasgow, 2-4 października 2015                           | Suzanne Birt          | Colleen Pinkney        | 6             | 5 400 (CAD)       | 2 100 (CAD)       |
| 8  | Womens Masters Basel Bazylea, 9–11 października 2015                        | Anna Sidorowa         | Silvana Tirinzoni      | 24            | 32 100 (CHF)      | 10 000 (CHF)      |
| 8  | St. Paul Cash Spiel Saint Paul, 9–11 października 2015                      | Cory Christensen      | Jamie Sinclair         | 10            | 6 000 (USD)       | 3 250 (CAD)       |
| 8  | Curlers Corner Autumn Gold Curling Classic Calgary, 9–12 października 2015  | Rachel Homan          | Chelsae Carey          | 32            | 50 000 (CAD)      | 14 000 (CAD)      |
| 8  | New Scotland Clothing Ladies Cashspiel Halifax, 10–12 października 2015     | Mary Fay              | Mary Mattatall         | 12            | 4 675 (CAD)       | 1 400 (CAD)       |
| 9  | Stroud Sleeman Cash Spiel Stroud, 15–18 października 2015                   | Julie Tippin          | Allison Flaxey         | 12            | 7 425 (CAD)       | 2 400 (CAD)       |
| 9  | Atkins Curling Supplies Women’s Classic Winnipeg, 16–19 października 2015   | Darcy Robertson       | Barb Spencer           | 24            | 16 000 (CAD)      | 4 250 (CAD)       |
| 9  | Hub International Crown of Curling Kamloops, 16–19 października 2015        | Gim Un-chi            | Satsuki Fujisawa       | 16            | 26 000 (CAD)      | 7 000 (CAD)       |
| 10 | Canad Inns Women’s Classic Portage la Prairie, 22–25 października 2015      | Kim Eun-jung          | Jennifer Jones         | 24            | 60 000 (CAD)      | 15 400 (CAD)      |
| 10 | Red Deer Curling Classic Red Deer, 23–26 października 2015                  | Kelsey Rocque         | Alina Pätz             | 22            | 31 000 (CAD)      | 9 000 (CAD)       |
| 10 | Lady Monctonian Invitational Spiel Moncton, 23–26 października 2015         | Mary Mattatall        | Theresa Breen          | 16            | 8 000 (CAD)       | 1 800 (CAD)       |
| 10 | Riga International Challenge Ryga, 23–26 października 2015                  | Ewgienija Demkina     | Karin Rudström         | 12            | 5 200 (EUR)       | 3 192 (CAD)       |
| 11 | Masters of Curling Truro, 27 października–1 listopada 2015                  | Rachel Homan          | Valerie Sweeting       | 15            | 100 000 (CAD)     | 26 000 (CAD)      |
| 11 | Gord Carroll Curling Classic Whitby, 30 października–1 listopada 2015       | Jacqueline Harrison   | Mallory Kean           | 24            | 13 000 (CAD)      | 3 500 (CAD)       |
| 11 | Medicine Hat Charity Classic Medicine Hat, 30 października–2 listopada 2015 | Shannon Kleibrink     | Casey Scheidegger      | 24            | 24 000 (CAD)      | 5 500 (CAD)       |
| 12 | CookstownCash presented by Comco Canada Inc Cookstown, 5-8 listopada 2015   | Julie Tippin          | Anna Hasselborg        | 12            | 7 400 (CAD)       | 3 000 (CAD)       |
| 12 | Royal LePage OVCA Women’s Fall Classic Kemptville, 5-8 listopada 2015       | Jacqueline Harrison   | Silvana Tirinzoni      | 24            | 17 500 (CAD)      | 5 200 (CAD)       |
| 12 | Colonial Square Ladies Classic Saskatoon, 6-9 listopada 2015                | Krista McCarville     | Sherry Anderson        | 31            | 47 000 (CAD)      | 12 000 (CAD)      |
| 12 | Coronation Business Group Ladies Classic Maple Ridge, 6-9 listopada 2015    | Diane Gushulak        | Sarah Wark             | 10            | 8 100 (CAD)       | 3 000 (CAD)       |
| 13 | The National Sault Ste. Marie, 11–15 listopada 2015                         | Rachel Homan          | Tracy Fleury           | 15            | 100 000 (CAD)     | 26 000 (CAD)      |
| 13 | Crestwood Ladies Fall Classic Edmonton, 11–15 listopada 2015                | Kristen Streifel      | Nicky Kaufman          | 20            | 11 000 (CAD)      | 2 500 (CAD)       |
| 13 | Bally Haly Cashspiel St. John's, 11–15 listopada 2015                       | Heather Strong        | Shelley Nichols        | 7             | (CAD)             | (CAD)             |
| 13 | International ZO Womens Tournament Wetzikon, 11–15 listopada 2015           | Binia Feltscher       | Anna Sidorowa          | 23            | 14 000 (CHF)      | 6 000 (CHF)       |
| 14 | Dave Jones Molson Mayflower Cashspiel Halifax, 19–22 listopada 2015         | Jill Brothers         | Theresa Breen          | 15            | 10 000(CAD)       | 3 400 (CAD)       |
| 14 | DEKALB Superspiel Morris, 19–23 listopada 2015                              | Jennifer Jones        | Erika Brown            | 32            | 40 000 (CAD)      | 10 300 (CAD)      |
| 15 | Molson Cash Spiel Duluth, 27–29 listopada 2015                              | Krista McCarville     | Nina Roth              | 12            | 8 000 (USD)       | (CAD)             |
| 15 | Spitfire Arms Cash Spiel Windsor, 27–29 listopada 2015                      | Theresa Breen         | Mary-Anne Arsenault    | 12            | 4 900 (CAD)       | (CAD)             |
| 15 | The Sunova Spiel at East St. Paul Winnipeg, 27–29 listopada 2015            | Jennifer Clark-Rouire | Lisa Menard            | 16            | 10 000 (CAD)      | 2 600 (CAD)       |
| 15 | Boundary Ford Curling Classic Lloydminster, 27-30 listopada 2015            | Casey Scheidegger     | Brett Barber           | 24            | 24 000 (CAD)      | 7 000 (CAD)       |
| 16 | Home Hardware Canada Cup of Curling Grande Prairie, 2-6 grudnia 2015        | Rachel Homan          | Valerie Sweeting       | 7             | 70 000 (CAD)      | 24 000 (CAD)      |
| 16 | Jim Sullivan Curling Classic Saint John, 4-6 grudnia 2015                   | Melissa Adams         | Heidi Hanlon           | 6             | (CAD)             | (CAD)             |
| 17 | Canadian Open of Curling Yorkton, 8–13 grudnia 2015                         | Rachel Homan          | Jennifer Jones         | 16            | 100 000 (CAD)     | (CAD)             |
| 18 | Yichun International Ladies Yichun, 14–18 grudnia 2015                      | Michelle Englot       | Jamie Sinclair         | 8             | 16 000 (CNY)      | 10 987 (CAD)      |
| 18 | Karuizawa International Karuizawa, 17–20 grudnia 2015                       | Ayumi Ogasawara       | Satsuki Fujisawa       | 15            | 2 500 000 (JPY)   | 1 000 000 (JPY)   |
| 18 | Curl Mesabi Classic Eveleth, 18–20 grudnia 2015                             | Krista McCarville     | Cory Christensen       | 15            | 12 500 (USD)      | (USD)             |
| 18 | Dumfries Curling Challenge Dumfries, 18–20 grudnia 2015                     | Lauren Gray           | Isabelle Maillard      | 12            | 5 000 (GBP)       | (GBP)             |
| 20 | U.S. Open of Curling Blaine, 1-4 stycznia 2016                              | Krista McCarville     | Liu Sijia              | 12            | 16 000 (USD)      | (USD)             |
| 21 | International Bernese Ladies Cup Berno, 7–10 stycznia 2016                  | Silvana Tirinzoni     | Margaretha Sigfridsson | 32            | 20 500 (CHF)      | 8 498 (CAD)       |
| 22 | Glynhill Ladies International Glasgow, 14–17 stycznia 2016                  | Silvana Tirinzoni     | Margaretha Sigfridsson | 24            | 8 200 (GBP)       | 2 500 (GBP)       |
| 30 | CCT Uiseong Masters Uiseong, 4–11 marca 2016                                | Kelsey Rocque         | Silvana Tirinzoni      | 10            | 200 000 000 (KRW) | 58 805 (CAD)      |
| 31 | Elite 10 Victoria, 16–20 marca 2016                                         | Brad Gushue           | Reid Carruthers        | 10            | 100 000 (CAD)     | 27 500 (CAD)      |
| 33 | City of Perth Ladies International Championship Perth, 1-3 kwietnia 2016    | Eve Muirhead          | Silvana Tirinzoni      | 20            | 14 400 (GBP)      | 8 075 (CAD)       |
| 35 | Players’ Championship Toronto, 12–17 kwietnia 2016                          | Eve Muirhead          | Jennifer Jones         | 12            | 100 000 (CAD)     | 26 000 (CAD)      |
| 35 | EURONICS European Masters St. Gallen, 14–17 kwietnia 2016                   | Binia Feltscher       | Eve Muirhead           | 6             | 14 000 (CHF)      | 7 000 (CHF)       |
| 37 | Champions Cup Sherwood Park, 26 kwietnia–1 maja 2016                        | Jennifer Jones        | Rachel Homan           | 15            | 100 000 (CAD)     | 24 500 (CAD)      |

## Mężczyźni
|    | Zawody                                                                            | Zwycięzca          | Finalista          | Liczba drużyn | Pula nagród     | Nagroda zwycięzcy |
| -- | --------------------------------------------------------------------------------- | ------------------ | ------------------ | ------------- | --------------- | ----------------- |
| 1  | Uiseong International Curling Tour Uiseong, 21–23 sierpnia 2015                   | Kim Soo-hyuk       | Brad Gushue        | 6             | 3 500 000 (KRW) | 2 000 000 (KRW)   |
| 2  | Baden Masters Baden, 28-30 sierpnia 2015                                          | Niklas Edin        | Tom Brewster       | 20            | 32 500 (CHE)    | 11 000 (CHE)      |
| 3  | StuSells Oakville Tankard Oakville, 3-7 września 2015                             | Brad Gushue        | Reid Carruthers    | 28            | 27 000 (CAD)    | 8 000 (CAD)       |
| 4  | GSOC Tour Challenge Tier 1 Paradise, 8–13 września 2015                           | Kevin Koe          | Brad Gushue        | 15            | 100 000 (CAD)   | 24 500 (CAD)      |
| 4  | GSOC Tour Challenge Tier 2 Paradise, 8–13 września 2015                           | Jim Cotter         | Mark Kean          | 15            | 50 000 (CAD)    | (CAD)             |
| 4  | Oakville OCT Fall Classic Oakville, 10–13 września 2015                           | Codey Maus         | Pat Ferris         | 20            | 12 000 (CAD)    | 3 200 (CAD)       |
| 5  | HDF Insurance Shoot-Out Edmonton, 17–20 września 2015                             | Shaun Meachem      | Brendan Bottcher   | 16            | 22 000 (CAD)    | 6 000 (CAD)       |
| 5  | AMJ Campbell Shorty Jenkins Classic Cornwall, 17–20 września 2015                 | Brad Gushue        | Glenn Howard       | 24            | 45 400 (CAD)    | 10 500 (CAD)      |
| 5  | Cloverdale Cash Spiel Surrey, 18–20 września 2015                                 | Dean Joanisse      | Chase Martyn       | 15            | 8 200 (CAD)     | (CAD)             |
| 6  | Morioka Ice Rink Memorial Cup Morioka, 21–23 września 2015                        | Junpei Kanda       | Hiroshi Fukui      | 8             | (JPY)           | (JPY)             |
| 6  | KW Fall Classic Kitchener-Waterloo, 24–27 września 2015                           | Rui Liu            | Ian Dickie         | 19            | 9 900 (CAD)     | 2 500 (CAD)       |
| 6  | Mother Club Fall Curling Classic Winnipeg, 24–27 września 2015                    | David Bohn         | Matt Dunstone      | 18            | 10 000 (CAD)    | (CAD)             |
| 6  | Appleton Rum Cashspiel Lower Sackville, 25–28 września 2015                       | Brent MacDougall   | Jamie Danbrook     | 16            | 8 000 (CAD)     | 1 800 (CAD)       |
| 6  | Point Optical Curling Classic Saskatoon, 25–28 września 2015                      | Mike McEwen        | Reid Carruthers    | 26            | 41 000 (CAD)    | 11 000 (CAD)      |
| 7  | Swiss Cup Basel Bazylea, 1-4 października 2015                                    | Brad Gushue        | Jaap van Dorp      | 40            | 42 200 (CHF)    | 14 000 (CHF)      |
| 7  | Sobeys Classic New Glasgow, 1-4 października 2015                                 | Jamie Murphy       | Shawn Adams        | 12            | 11 200 (CAD)    | 3 200 (CAD)       |
| 7  | Prestige Hotels & Resorts Curling Classic Vernon, 2-5 października 2015           | Pat Simmons        | Dean Joanisse      | 16            | 26 000 (CAD)    | 7 000 (CAD)       |
| 7  | Avonair Cash Spiel Edmonton, 2-4 października 2015                                | Kim Soo-hyuk       | Robert Collins     | 20            | 11 000 (CAD)    | 3 000 (CAD)       |
| 8  | St. Paul Cash Spiel Saint Paul, 9–11 października 2015                            | Todd Birr          | Heath McCormick    | 20            | 12 000 (USD)    | 5 200 (USD)       |
| 8  | Bud Light Men’s Cashspiel Halifax, 9–12 października 2015                         | Stuart Thompson    | Jamie Danbrook     | 12            | 5 000 (CAD)     | 1 500 (CAD)       |
| 8  | Direct Horizontal Drilling Fall Classic Edmonton, 9–12 października 2015          | Kevin Koe          | Brendan Bottcher   | 24            | 50 000 (CAD)    | 12 000 (CAD)      |
| 8  | StuSells Toronto Tankard Toronto, 9–12 października 2015                          | Mike McEwen        | Glenn Howard       | 30            | 54 000 (CAD)    | 15 000 (CAD)      |
| 8  | Minebea Cup Niigata, 10–12 października 2015                                      | Arhito Kasahara    | Junpei Kanda       | 12            | 350 000 (JPY)   | 1 634 (CAD)       |
| 9  | Stroud Sleeman Cash Spiel Stroud, 15–18 października 2015                         | Codey Maus         | Rasmus Stjerne     | 16            | 10 000(CAD)     | 3 2000 (CAD)      |
| 9  | McKee Homes Fall Curling Classic Airdrie, 16–18 października 2015                 | Aaron Sluchinski   | Kevin Yablonski    | 16            | 9 600 (CAD)     | (CAD)             |
| 9  | Thompson Curling Challenge Urdorf, 16–18 października 2015                        | Artur Ali          | Felix Attinger     | 16            | 9 600 (CHF)     | (CAD)             |
| 9  | Canad Inns Men’s Classic Portage la Prairie, 16–19 października 2015              | Steve Laycock      | Kevin Koe          | 32            | 60 000 (CAD)    | 18 000 (CAD)      |
| 9  | Hub International Crown of Curling Kamloops, 16–19 października 2015              | Sean Geall         | Dean Joanisse      | 18            | 30 000 (CAD)    | 9 000 (CAD)       |
| 10 | Challenge Chateau Cartier de Gatineau Gatineau, 22–25 października 2015           | Brad Gushue        | Mark Bice          | 32            | 45 000 (CAD)    | 12 000 (CAD)      |
| 10 | Curling Masters Champéry Champéry, 22–25 października 2015                        | James Grattan      | Reto Keller        | 24            | 40 000 (CHF)    | 17 495 (CAD)      |
| 10 | Bernick’s Miller Lite Open (turniej mieszany) Bemidji, 23–25 października 2015    | Matt Dunstone      | Pete Fenson        | 18            | 14 000 (USD)    | 4 607 (CAD)       |
| 10 | Grande Prairie Cash Spiel Grande Prairie, 23–26 października 2015                 | Tom Sallows        | Kurt Balderston    | 16            | 8 000 (CAD)     | 2 500 (CAD)       |
| 10 | Red Deer Curling Classic Red Deer, 23–26 października 2015                        | Mick Lizmore       | Jason Ackerman     | 32            | 39 000 (CAD)    | 10 000 (CAD)      |
| 11 | Masters of Curling Truro, 27 października–1 listopada 2015                        | Mike McEwen        | Jim Cotter         | 15            | 100 000 (CAD)   | 24 500 (CAD)      |
| 11 | Huron ReproGraphics Oil Heritage Classic Sarnia, 29 października–1 listopada 2015 | John Shuster       | Mark Bice          | 28            | 22 000 (CAD)    | 6 600 (CAD)       |
| 11 | Medicine Hat Charity Classic Medicine Hat, 31 października–2 listopada 2015       | Shaun Meachem      | Randy Bryden       | 16            | 22 000 (CAD)    | 7 000 (CAD)       |
| 12 | CookstownCash presented by Comco Canada Inc Cookstown, 5-8 listopada 2015         | Peter de Cruz      | Brent Ross         | 30            | 21 835 (CAD)    | 6 850 (CAD)       |
| 12 | Edinburgh International Edynburg, 6-8 listopada 2015                              | Kyle Smith         | Jaap van Dorp      | 24            | 10 000 (GBP)    | 8 008 (CAD)       |
| 12 | Original 16 WCT Bonspiel Calgary, 6-8 listopada 2015                              | Charley Thomas     | Thomas Scoffin     | 16            | 15 200 (CAD)    | 4 000 (CAD)       |
| 12 | Fort St. John Cash Spiel Fort St. John, 6-8 listopada 2015                        | Kurt Balderston    | Scott Webb         | 16            | 8 000(CAD)      | (CAD)             |
| 13 | The National Sault Ste. Marie, 11–15 listopada 2015                               | Brad Gushue        | Reid Carruthers    | 18            | 100 000 (CAD)   | 24 500 (CAD)      |
| 13 | Bally Haly Cashspiel St. John's, 13–15 listopada 2015                             | Rick Rowsell       | Stephen Trickett   | 12            | (CAD)           | (CAD)             |
| 13 | Westwood Inn Classic Swan River, 13–16 listopada 2015                             | Jeff Hartung       | Alex Forrest       | 12            | 23 000 (CAD)    | 8 000 (CAD)       |
| 14 | Dave Jones Molson Mayflower Cashspiel Halifax, 19–22 listopada 2015               | Reid Carruthers    | Charley Thomas     | 24            | 27 400 (CAD)    | 7 000 (CAD)       |
| 14 | DEKALB Superspiel Morris, 19–23 listopada 2015                                    | Brad Gushue        | Sven Michel        | 32            | 45 000 (CAD)    | 10 300 (CAD)      |
| 15 | Challenge Casino de Charlevoix Clermont, 26–29 listopada 2015                     | Greg Balsdon       | Jean-Michel Ménard | 18            | 27 000 (CAD)    | 8 000 (CAD)       |
| 15 | Black Diamond/High River Cash Black Diamond/High River, 27–29 listopada 2015      | Kevin Park         | Bob Genoway        | 16            | 8 000 (CAD)     | 2 000 (CAD)       |
| 15 | Dawson Creek Cash Spiel Dawson Creek, 27–29 listopada 2015                        | Kurt Balderston    | Thomas Scoffin     | 16            | 8 000 (CAD)     | 2 500 (CAD)       |
| 15 | Spitfire Arms Cash Spiel Windsor, 27–29 listopada 2015                            | Stuart Thompson    | Nicholas Deagle    | 12            | 4 900 (CAD)     | 1 500 (CAD)       |
| 15 | The Sunova Spiel at East St. Paul Winnipeg, 27-30 listopada 2015                  | Taylor McIntyre    | Daley Peters       | 16            | 10 000 (CAD)    | 2 600 (CAD)       |
| 15 | Weatherford Curling Classic Estevan, 27-30 listopada 2015                         | Josh Heidt         | William Lyburn     | 22            | 32 000 (CAD)    | 10 000 (CAD)      |
| 15 | Coors Light Cash Spiel Duluth, 28-30 listopada 2015                               | John Shuster       | Brady Clark        | 16            | 9 600 (USD)     | 4 005 (CAD)       |
| 16 | Canada Cup Camrose, 2-6 grudnia 2015                                              | Kevin Koe          | Mike McEwen        | 7             | 70 000 (CAD)    | 21 500 (CAD)      |
| 16 | Jim Sullivan Curling Classic Saint John, 4-6 grudnia 2015                         | Jamie Murphy       | Jason Vaughan      | 18            | 15 300 (CAD)    | 5 000 (CAD)       |
| 17 | Canadian Open of Curling Yorkton, 8–13 grudnia 2015                               | John Epping        | Brad Gushue        | 16            | 100 000 (CAD)   | 25 000 (CAD)      |
| 17 | Truro Cashspiel Truro, 11–13 grudnia 2015                                         | Jamie Danbrook     | Jamie Murphy       | 14            | 8 400 (CAD)     | 2 400 (CAD)       |
| 18 | Karuizawa International Karuizawa, 17–20 grudnia 2015                             | David Murdoch      | Pat Simmons        | 15            | 2 500 000 (JPY) | 11 519 (CAD)      |
| 18 | Curl Mesabi Classic Eveleth, 18–20 grudnia 2015                                   | John Shuster       | Dylan Johnston     | 25            | 21 200 (USD)    | 7 656 (USD)       |
| 18 | LELY Dumfries Challenger Series Dumfries, 18–20 grudnia 2015                      | Bruce Mouat        | Thomas Brewster    | 16            | 7 000 (GBP)     | 4 170 (CAD)       |
| 20 | U.S. Open of Curling Blaine, 1-4 stycznia 2016                                    | John Epping        | Craig Brown        | 20            | 25 000 (USD)    | 7 000 (USD)       |
| 21 | Mecure Perth Masters Perth, 7–10 stycznia 2016                                    | Kevin Koe          | Thomas Ulsrud      | 32            | 18 500 (GBP)    | 13 356 (CAD)      |
| 21 | Goldline Saskatchewan Players Championship Humboldt, 8–10 stycznia 2016           | Bruce Korte        | Shaun Meachem      | 16            | 11 000 (CAD)    | 3 500 (CAD)       |
| 22 | Red Square Classic Moskwa, 14–17 stycznia 2016                                    | Aleksander Kirikow | Sven Michel        | 8             | 4 000 (EUR)     | (EUR)             |
| 23 | Ed Werenich Golden Wrench Classic Tempe, 21–24 stycznia 2016                      | Pat Simmons        | Jim Cotter         | 20            | 17 000 (USD)    | 9 861 (CAD)       |
| 23 | German Masters Hamburg, 21–24 stycznia 2016                                       | David Murdoch      | Kim Soo-hyuk       | 24            | 15 000 (EUR)    | 9 184 (CAD)       |
| 31 | Elite 10 Victoria, 16–20 marca 2016                                               | Brad Gushue        | Reid Carruthers    | 10            | 100 000 (CAD)   | 27 500 (CAD)      |
| 32 | Aberdeen International Curling Championship Aberdeen, 25–27 marca 2016            | David Murdoch      | Tom Brewster       | 20            | 13 500 (GBP)    | 10 302 (CAD)      |
| 35 | Players’ Championship Toronto, 12–17 kwietnia 2016                                | Brad Gushue        | Brad Jacobs        | 12            | 100 000 (CAD)   | 27 500 (CAD)      |
| 36 | EURONICS European Masters St. Gallen, 20–23 kwietnia 2016                         | David Murdoch      | Niklas Edin        | 8             | 23 800 (CHF)    | 10 600 (CAD)      |
| 37 | Champions Cup Sherwood Park, 26 kwietnia–1 maja 2016                              | Reid Carruthers    | John Epping        | 15            | 100 000 (CAD)   | 25 000 (CAD)      |

## Pary mieszane
|    | Zawody                                                        | Zwycięzca                | Finalista                | Liczba drużyn | Pula nagród | Nagroda zwycięzcy |
| -- | ------------------------------------------------------------- | ------------------------ | ------------------------ | ------------- | ----------- | ----------------- |
| 14 | Wall Grain Mixed Doubles Classic Oshawa, 13–17 listopada 2015 | Mike McEwen, Dawn McEwen | John Epping, Lisa Weagle | 20            | (CAD)       | (CAD)             |

## Rankingi

### Punkty
| #  | Drużyna           | Pkt     |
| -- | ----------------- | ------- |
| 1  | Rachel Homan      | 583 709 |
| 2  | Jennifer Jones    | 425 937 |
| 3  | Silvana Tirinzoni | 374 300 |
| 4  | Eve Muirhead      | 348 921 |
| 5  | Valerie Sweeting  | 347 274 |
| 6  | Anna Sidorowa     | 310 260 |
| 7  | Chelsea Carey     | 308 312 |
| 8  | Kerri Einarson    | 289 275 |
| 9  | Kelsey Rocque     | 287 130 |
| 10 | Tracy Fleury      | 239 879 |

| #  | Drużyna         | Pkt     |
| -- | --------------- | ------- |
| 1  | Kevin Koe       | 531 161 |
| 2  | Brad Gushue     | 527 644 |
| 3  | Mike McEwen     | 457 921 |
| 4  | Reid Carruthers | 397 845 |
| 5  | John Epping     | 369 167 |
| 6  | Brad Jacobs     | 345 128 |
| 7  | Steve Laycock   | 324 013 |
| 8  | David Murdoch   | 284 756 |
| 9  | Niklas Edin     | 277 612 |
| 10 | Glenn Howard    | 268 135 |

### Nagrody pieniężne
| #  | Drużyna           | CAD$    |
| -- | ----------------- | ------- |
| 1  | Rachel Homan      | 183 754 |
| 2  | Silvana Tirinzoni | 129 847 |
| 3  | Kelsey Rocque     | 115 205 |
| 4  | Jennifer Jones    | 111 938 |
| 5  | Valerie Sweeting  | 91 955  |
| 6  | Eve Muirhead      | 72 995  |
| 7  | Kim Eun-jung      | 61 617  |
| 8  | Kerri Einarson    | 52 850  |
| 9  | Tracy Fleury      | 46 993  |
| 10 | Ayumi Ogasawara   | 45 061  |

| #  | Drużyna         | CAD$    |
| -- | --------------- | ------- |
| 1  | Brad Gushue     | 194 051 |
| 2  | Kevin Koe       | 143 356 |
| 3  | Reid Carruthers | 120 085 |
| 4  | Mike McEwen     | 119 613 |
| 5  | John Epping     | 94 749  |
| 6  | Steve Laycock   | 81 085  |
| 7  | David Murdoch   | 75 349  |
| 8  | Niklas Edin     | 74 357  |
| 9  | Brad Jacobs     | 66 900  |
| 10 | Glenn Howard    | 47 000  |